# Ingmarsö
Ingmarsö  ist eine Insel in der Österåkers kommun im Stockholmer Schärengarten. Den Namen hat die Insel von den vielen Seen, die sich seit alter Zeit auf ihr befanden (Inmar = Altschwedisch für Binnensee). Auf der Insel befinden sich auch heute noch viele Seen. Die bekanntesten sind der Storträsk, Lillträsk, Bergmar und Maren. Der westlichste Teil der Insel besteht aus der Halbinsel Brottö.
Vor etwa tausend Jahren lag der Meeresspiegel ungefähr fünf Meter höher als heute. Das bedeutet, dass der größte Teil des heutigen Ingmarsö unter Wasser lag. Aus den damals vorhandenen, verstreut liegenden kleinen Inseln, bildete sich die heute bekannte Landmasse.

## Geschichte
Das erste Mal wurde Ingmarsö in einem alten Katasterbuch aus dem Jahr 1539 erwähnt. Die vier Bauern auf der Insel mussten Steuern an Gustav I. Wasa bezahlen und diese wurden dort vermerkt. Die Steuer bestand unter anderem aus einer halben Tonne (heute etwa 62 Liter) Dorsch. Ein weiterer Meilenstein in der Geschichte der Insel war, als Karl VI. ein Personalfinanzierungssystem schuf. Mittels dessen war es auf der Insel möglich, einen Bootsmann (damals eine Art militärischer Außenposten) mit einer Bootsmannskate zu unterhalten. Im Jahr 1694 war die Kate fertiggestellt. Diese existiert auch heute noch und liegt bei der Norrgårdenskolan (deutsch Nordgartenschule).
Das Leben im Schärengarten war ärmlich und von schwerer Arbeit geprägt, trotzdem wuchs die Bevölkerung. Im 19. Jahrhundert begann man auf der Insel mit Brandrodungen. Dies diente dazu, größere landwirtschaftliche Nutzflächen zu gewinnen, um die wachsende Bevölkerung zu versorgen. Im Jahr 1910 gab es auf der Insel 223 Personen, die im amtlichen Melderegister verzeichnet waren. Bereits 1867 begann man auf der Insel die Kinder zu unterrichten und im Jahr 1901 wurde das Schulgebäude eingeweiht. Dieses wurde umgebaut und erweitert, doch es wurden die Kinder maximal bis zur siebenten Klasse unterrichtet.
Das einzige Geschäft auf der Insel ist fast genauso alt wie die Schule. Es öffnete im Jahr 1887 und ist seitdem ununterbrochen in Betrieb. Im Jahr 1998 übernahm dieses Geschäft die Verantwortung für die Post auf der Insel. Ab dem Jahr 1930 begann sich der Tourismus auf der Insel zu etablieren. Es gab viele Gäste aus Stockholm. Diese mieteten sich entweder bei den Einheimischen ein oder bauten eigene Häuser.

## Heute
Heute wohnen auf Ingmarsö etwa 150 Personen. Es gibt 30 angemeldete Firmen. Unter anderem eine Bootswerft, eine Bootsbauerschule, eine Plastikfabrik, eine Taxi-Zentrale, eine Gaststätte, das Geschäft, in dem sich eine Apotheke, das Systembolaget, ein Postamt und eine Bäckerei befinden.
Die Insel wird von den beiden Fahrgastlinien Waxholmsbolaget und Cinderellabåtarna angelaufen. Außerdem gibt es noch ein Wassertaxi. Die offiziellen Anlegestellen befinden sich in  Ingmarsö Södra und Ingmarsö Norra.